# SC Beira-Mar

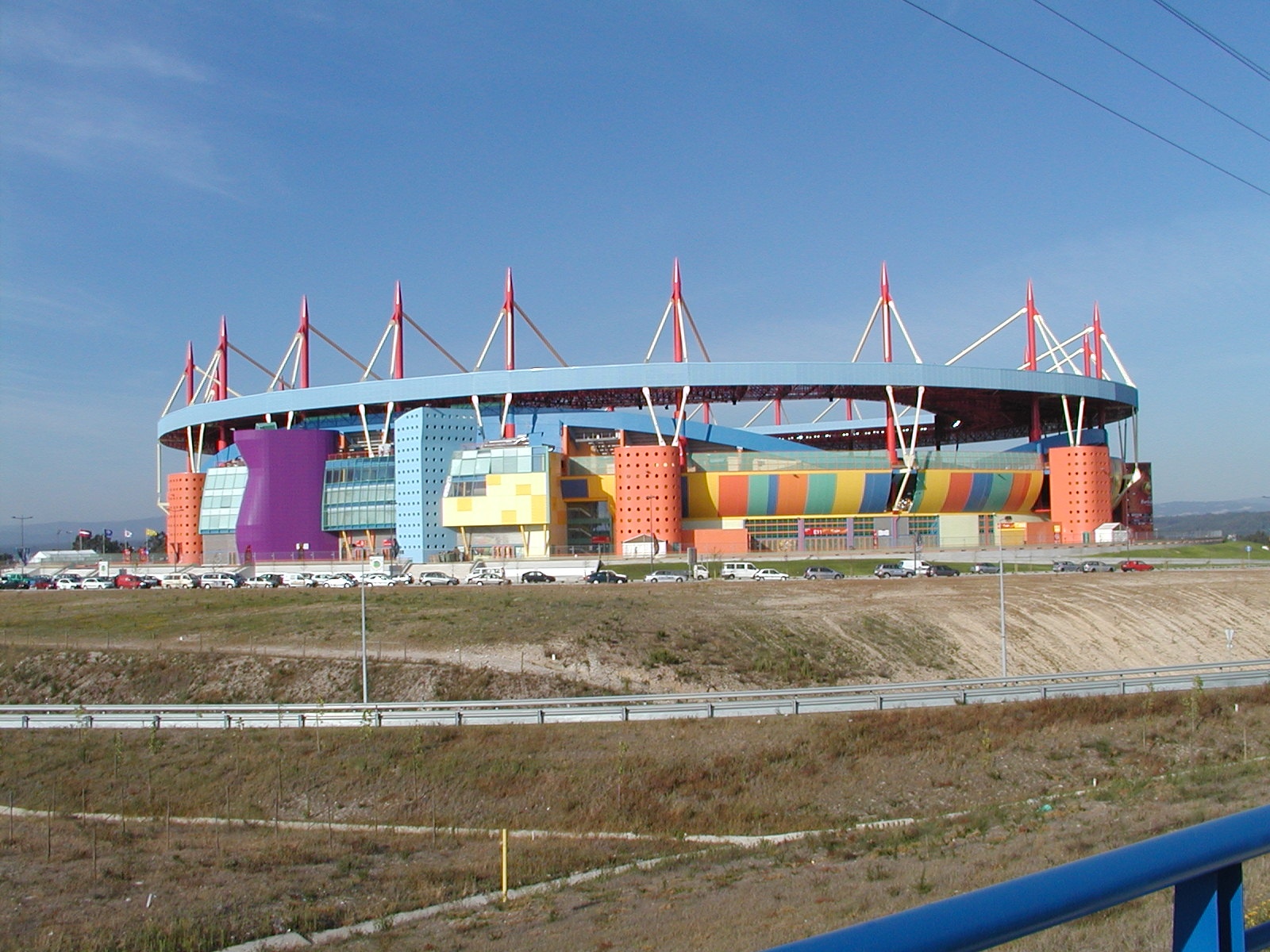
Estádio Municipal de Aveiro

Sport Clube Beira-Mar je fotbalový klub z města Aveiro v regionu Centro v centrálním Portugalsku. Byl založen v roce 1922 a své domácí zápasy hraje na Estádio Municipal de Aveiro s kapacitou cca 30 700 míst.
Klubové barvy jsou žlutá a černá.

## Logo
Ve zlatém oválném klubovém emblému je lodní kotva, lano po obvodu, velká písmena B a M a letopočet založení 1922.

## Úspěchy
- 1× vítěz portugalského fotbalového poháru (1998/99)[2]
- 2× vítěz Segunda Ligy (2005/06, 2009/10)[3]
- 3× vítěz Segunda Divisão – Zona Norte (1960/61, 1964/65, 1970/71)[pozn. 1][4]